# خودکشی کرت کوبین

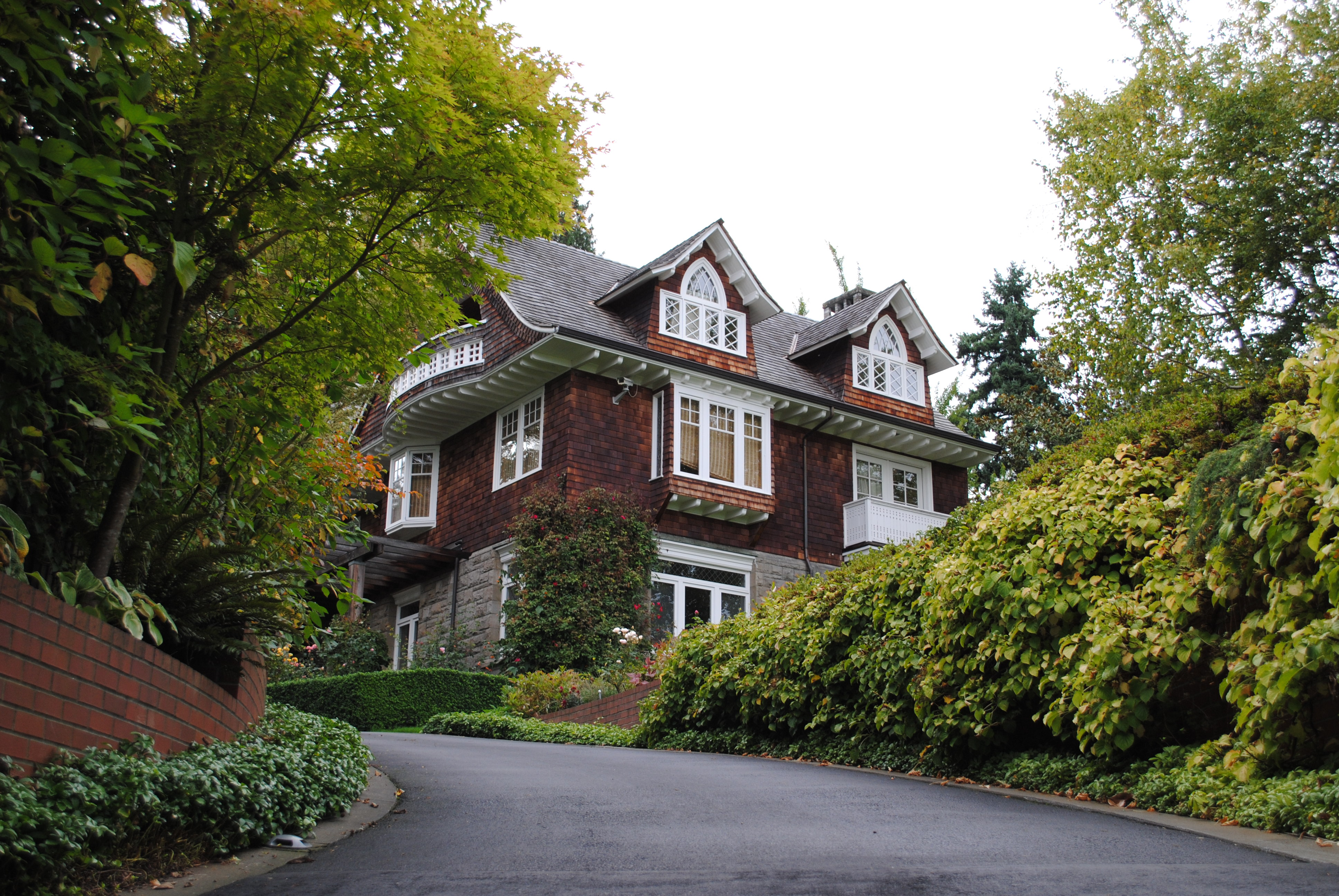
نگاره‌ای از نمای بیرونی منزل کرت کوبین - ۲۰۱۰

واقعهٔ خودکشی کرت کوبین اشاره به‌مرگ رهبر گروه موسیقی نیروانا در حدود ساعت ۸:۴۰ بامداد دارد‌. در تاریخ  ۸ آوریل ۱۹۹۴ (سه روز پس از مرگش) جسد کوبین در گُلخانهٔ بالای گاراژ خانه‌اش در مجاورت دریاچهٔ واشینگتن، توسط برق‌کاری به نام «گَری اسمیت» که برای نصب تجهیزات ایمنی به منزل کوبین رفته‌بود یافت‌شد. به‌خاطر این‌که صورت جسد متلاشی شده‌بود پلیس سیاتل پس از انگشت‌نگاری از آن اعلام کرد که جنازه متعلق به کرت کوبین است. شواهد موجود حکایت از خودکشی به‌وسیلهٔ شات‌گان داشت و با وجود آن‌که در اسناد رسمی علت مرگ کوبین، خودکشی اعلام شد اما عده‌ای معتقد بودند که او به قتل رسیده و کورتنی لاو در ماجرای مرگ او نقش داشته‌است.

## ابهام در علت مرگ
در خون کرت کوبین مقدار دویست بیست و پنج میلی گرم هرویین یافت شد که مشخصا از طریق سرنگ و در دو دست او تزریق شده و جای سوزن نیز قابل رویت بود. از نظر بسیاری، باور این مسئله مشکل بود که کرت مقدار زیادی هرویین مصرف کند بعد لوله شاتگان را در دهان خود بگذارد و سپس شلیک کند. به نظر آنها اگر کرت می‌خواست خودکشی کند می‌توانست به هرویین بسنده کند. ایان هالپرین یکی از نویسندگان کتاب «عشق و مرگ: قتل کرت کوبین» در ۱۰امین سالگرد مرگ کوبین و طی گفتگویی با شبکهٔ سی‌بی‌اس فرضیهٔ خودکشی را مردود شمرد و گفت: میزان هروئینی که در بدن کوبین یافت شده برابر ۳ مرتبه تزریق دوز کُشنده از آن ماده‌است. نوع خط پنج سطر پایانی وصیت‌نامه با هیچ‌کدام از دست‌نوشته‌های کوبین مطابقت ندارد و او در هیچ‌جایی از متن آن وصیت‌نامهٔ کذایی به کلمهٔ «خودکشی» اشاره‌ای نکرده‌است.
تام گرنت کارآگاه خصوصی که مدتی قبل از مرگ کوبین و برای یافتن او، توسط لاو استخدام شده‌بود در گفتگویی با شبکهٔ اِم‌اِس‌اِن‌بی‌سی گفت که او به کورتنی لاو مشکوک بوده و تصورش بر این بوده که لاو در مورد آن جریان، چیزهایی بیش از آن‌چه ابراز می‌کرده می‌دانسته‌است. در ساعت ۲:۱۵ بامداد بارانی ۷ آوریل ۱۹۹۴ گرنت به‌همراه لاو و یکی از دوستان کوبین برای تجسس به خانهٔ کوبین رفتند. گرنت تمام مراحل جستجو را روی یک نوار کاست ثبت کرد و آن‌ها پس از آن‌که چیزی نیافتند تصمیم به مراجعت گرفتند. در زمان بازگشت لاو از آن‌دو خواست که برگردند و ببینند که آیا شاتگانی که کوبین به‌تازگی خریده‌بود داخل کمد هست یا نه. آن‌ها مجدداً به خانه بازگشتند و هیچ اثری از اسلحه یا کوبین نیافتند. این ماجرا یک‌روز قبل از آن اتفاق افتاد که خبر مرگ کوبین منتشر شود.
گرنت براین باور بود که میزان هروئینی که در بدن کوبین یافت شد به‌اندازه‌ای بوده که عملاً او را از کشیدن ماشهٔ اسلحه ناتوان می‌کرده و این‌کار توسط شخص دیگری انجام شده‌است.